# Saint-Quentin-sur-Sauxillanges

Saint-Quentin-sur-Sauxillanges este o comună în departamentul Puy-de-Dôme, Franța. În 1 ianuarie 2022 avea o populație de 109 de locuitori.